# Економіка Кувейту

## Галузі промисловості
Основні галузі промисловості: нафтова і нафтохімічна, конструкційних матеріалів, гірнича, харчова. У структурі ВВП на частку нафт. промисловості припадає 45 %. Транспорт: автомобільний та морський. Тоннаж танкерів 2,7 млн т (1982). У Кувейті функціонують шість морських портів, з яких найбільші — Ель-Кувейт і Міна-ель-Ахмаді. Останній — осн. порт експорту нафти. Розвинене авіаційне сполучення, як внутрішнє, так і міжнародне, діють 8 аеропортів. Крім того, налагоджене вертолітне сполучення.
За даними [Index of Economic Freedom, The Heritage Foundation, U.S.A. 2001]: ВВП — $ 24 млрд. Темп зростання ВВП — (- 2,5 %). ВВП на душу населення — $ 12921. Прямі закордонні інвестиції — $ 1,8 млрд. Імпорт (продовольство, будівельні матеріали, машини, готовий одяг) — $ 12,6 млрд (г.ч. США — 24,0 %, Японія — 18 %, Німеччина — 9,3 %, Велика Британія — 9,2 %, Італія — 6,9 %). Експорт (нафта і нафтопродукти, добрива і креветки) — $ 10,8 млрд (г.ч. Японія — 32,0 %, США — 20,02 %, Нідерланди — 10,0 %, Сінгапур — 9,7 %, Пакистан 6,6 %).
До 1930-40-х років традиційними заняттями в Кувейті були кочове скотарство, землеробство в оазах, видобуток перлів і морська посередницька торгівля. Економічний розквіт Кувейту пов'язаний з видобутком нафти. Хоч великі родовища нафти в країні були відкриті ще в 1938, їх освоєння почалося тільки після Другої світової війни. На межі ХХ-XXI ст. за рівнем видобутку нафти Кувейт займає 3-є місце на Близькому Сході (після Саудівської Аравії та Ірану). У останній третині ХХ ст. Кувейт проводить політику зберігання нафтових ресурсів, тому після 1979 обсяг видобутку нафти значно скоротився.
Економіка Кувейту сильно постраждала під час війни в Перській затоці. Внаслідок іракської окупації значна частина нафтодобувних і нафтопереробних підприємств була знищена. До того ж країна взяла на себе зобов'язання компенсації військових витрат міжнародної коаліції. Економічне становище країни погіршилося також внаслідок зниження світових цін на нафту. Однак вже до 1992 нафтопромисловий комплекс Кувейту був майже повністю відновлений і нафтовидобуток досяг довоєнного рівня.
Завдяки підвищенню цін на нафту і сприятливій кон'юнктурі, що склалася на нафтовому ринку в 1999/2000 фінансовому році, прибуткова частина бюджету збільшилася на 2 млрд дол. в порівнянні з 1998/1999. Приблизно 50 % ВВП, 90 % експортних валютних надходжень і 75 % бюджету формуються за рахунок нафтової галузі. У 2000 ВВП становив 29,3 млрд дол., або 15 тис. дол. в перерахунку на душу населення, і зріс на 6 % в порівнянні з попереднім роком. У структурі ВВП частка промислового сектора становить 55 %, сфери послуг — 45 %. Трудові ресурси країни оцінюються приблизно в 1,3 млн чол., причому 68 % з них складають іммігранти.
Енергетика Кувейту повністю базується на використанні викопного палива. У країні щорічно виробляється бл. 31,6 млрд кВт·год електроенергії, що значно перевищує її внутрішнє споживання.
Провідні позиції серед галузей промисловості займають нафтовидобувна, нафтопереробна і нафтохімія. Розвинені будівництво, виробництво споживчих товарів і добрив, харчова промисловість. Діють промислові установки для опріснення морської води. З підвищенням якості освіти в країні отримали розвиток такі наукоємні галузі, як електронна промисловість тощо. Активно діє банківський сектор, розширяється сфера обслуговування.
Завдяки успішній експлуатації величезних запасів нафти Кувейт має в своєму розпорядженні надлишки капіталу, який прямує як на зарубіжні інвестиції, так і на реалізацію численних проектів по розвитку засобів зв'язку, дорожньої мережі, цивільного будівництва всередині країни і на соціальне забезпечення.

## Нафтова промисловість
На межі ХХ-XXI ст. за рівнем видобутку нафти Кувейт займає 3-є місце на Близькому Сході (після Саудівської Аравії та Ірану).